# Erik Abraham Almquist
Erik Abraham Almquist,  född 25 maj 1767 i Gefle församling, Gävleborgs län, död 29 juli 1830 i Härnösands församling, Västernorrlands län, var en svensk teologisk och filosofisk forskare och biskop i Härnösands stift. Han var son till Eric Jonas Almquist och Hedvig Cecilia Bergman samt far till professorn Carl Jonas Almquist, farbror till Carl Jonas Love Almquist samt farfar till Sigfrid och Ernst Almquist.
Almquist inskrivs som student vid Uppsala universitet 1780, blev filosofie magister 1794 och följande år teologie docent. Han deltog livligt i 1790-talets studentkonvent, vilkas frisinnade riktning väckte förskräckelse hos den skuggrädde Gustav IV Adolf. Han var bland annat orator vid den kröningsfest som slutade i musikprocessen. 1797 befordrades han till extra ordinarie teologie adjunkt, och lät prästviga sig samma år, och utnämndes 1800 till extra ordinarie professor.
Hans teologiska inriktning var i mycket skiljaktig från den hans far tillhörde. När den rika vetenskapliga utvecklingen på det filosofiska området, särskilt i Tyskland, med makt bröt fram och erövrade många ungdomliga sinnen, blev Almquist en bland de första adepterna och erkände sig snart som en av den kritiska filosofins varmaste anhängare. Han blev en av de första filosoferande teologer i Sverige. Hans ståndpunkt var och förblev dock i grunden den supranaturalistiska.
Almquist var biskop i Härnösand 1814, Riksdagsledamot av stort inflytande, var han 1810 i prästeståndet den ivrigaste förespråkaren för Bernadottes val till tronföljare. Almquist har blivit omtalad för sin ovanliga kvickhet. Erik Abraham Almquist var gift två gånger. År 1800 gifte han sig med Hedvig Ottiliana von Heijne, men blev änkling 1805. Året därpå gifte han om sig med Johanna Elisabeth Merckel.